# Министарство културе Републике Србије
Министарство културе Републике Србије је ресор државне управе који служи да помогне лицима при изградњи пројеката на глобалном нивоу културе. Тренутни Министар културе је Никола Селаковић.